# Andreas Manna Stichting
De Andreas Manna Stichting is een Nederlandse christelijke ontwikkelingsorganisatie die op kleinschalige basis hulp verleent aan straat-, zwerf- en weeskinderen in Afrika. De naam ontleent de stichting aan de apostel Andreas, die de jongen aanwees met de vijf broden en de twee vissen, waarmee Christus een grote schare voedde door een wonder te doen. Manna is het brood uit de hemel waarvan de Joden leefden op hun tocht door de woestijn naar het beloofde land. De AMS verwacht in dit geloof hulp van God en van mensen die daartoe door Hem worden opgeroepen.
Het gaat in de eerste plaats om een diaconaal werk: de AMS werft fondsen in Nederland en zet de verkregen middelen in op projecten in Afrika. De stichting stelt zich ten doel om in de directe leefwereld van kinderen die in nood zijn, ontwikkelingsprojecten op te zetten die tot verbetering leiden van hun levensomstandigheden. De activiteiten van de AMS bestaan vooral uit opvang en zorg voor deze kinderen, de verbetering van het onderwijs, de gezondheidszorg, de landbouw, en de drinkwatervoorziening. Daarbij slaagt de organisatie er al enige jaren in om alle inkomende gelden voor de volle 100% aan te wenden voor de kinderen waarvoor de inkomsten bestemd zijn.
In de tweede plaats verzorgt de stichting bijbeltrainingen voor de kinderen van de projecten. Die zijn erop gericht om de kinderen weerbaar te maken in de leefomgeving. Waarbij onder andere gedacht moet worden aan bijbeltrainingen die hen leert hoe staande te blijven in een armoedige omgeving die door een schijnbare noodzaak corrupt is. Ook wordt ze vanuit de bijbel  getoond wat fascisme is, wat de oorsprongen zijn, hoe het te herkennen is, en ook hoe ze het zelf kunnen bestrijden.
De AMS is ontstaan in 1994, is gevestigd in Hoogeveen, en is een particulier initiatief. Momenteel wordt er gewerkt op een project in Kenya (Nairobi). In Nairobi worden straat-, zwerf- en weeskinderen opgevangen. Voormalige weeskinderen die eerst geschoold zijn en nu volwassen, werken sinds 1992 in de slums van Nairobi. Daar zorgen ze voor kansarme kinderen door voeding te geven en onderwijs. Een project voor straatmeisjes in Ghana (Takoradi) en een scholingsprogramma voor kansarme meisjes in Oeganda (Matany) draaien inmiddels geheel zelfstandig. Zowel in Nederland als in Afrika wordt uitsluitend gewerkt met vrijwilligers.